# 日本地政学協会
日本地政学協会（にほんちせいがくきょうかい）は、日本の戦前の学術研究団体の一つ。

## 概要
海軍中将上田良武、東京女子高等師範学校教授の地政学者飯本信之、東京帝国大学教授の国際政治学者神川彦松、地理歴史研究会会長守屋美智雄が主要メンバーとなり、1941年11月10日設立。会長は上田良武、常務理事は飯本信之。所在地は東京都神田区西神田1丁目3番地。
地政学を研究し、特に日本およびその生活圏を中心とする、陸海空間を地政学的に調査研究して、日本の高度国防国家建設の国策に寄与することを目的とし、次の諸事業を行った。

1. 研究会、講演会、講習会の開催、および研究旅行などの実施

2. 機関紙「地政学」の刊行

3. 地政学に関する図書の刊行

4. その他理事会において必要と認める事項

カール・ハウスホーファーに代表されるドイツ地政学の影響が強い。

## 役員

### 会長
上田良武 - 海軍中将

### 常務理事
飯本信之 - 地政学者 東京女子高等師範学校（現・お茶の水女子大学）教授

### 理事
井口一郎 - 新聞学者 建国大学教授

川原次吉郎 - 政治学者 中央大学教授

守屋美智雄 - 地理歴史研究会会長

### 監事
吉川満季

### 主事
広田夫

### 顧問
岡田武松 - 気象学者 東北帝国大学教授 中央気象台長 帝国学士院会員

神川彦松 - 国際政治学者 東京帝国大学教授

村川堅固 - 西洋史学者 東京帝国大学教授

### 賛助員
阿部信行 - 内閣総理大臣 外務大臣 翼賛政治会初代総裁 貴族院議員 朝鮮総督

石橋五郎 - 地理学者 京都帝国大学教授

今井登志喜 - 西洋史学者 東京帝国大学教授・文学部長

加藤武夫 - 鉱床学者 東京帝国大学教授・理学部長 帝国学士院会員

高木友三郎 - 経済学者 法政大学教授

永井柳太郎 - 衆議院議員

藤原咲平 - 気象学者 東京帝国大学教授 中央気象台長 帝国学士院会員

山根新次 - 地質学者 九州帝国大学教授

### 評議員
秋岡武次郎 - 地理学者 法政大学教授

秋保一郎 - 国際政治学者

阿部市五郎 - 地政学者

井口一郎 - 新聞学者 建国大学教授

飯本信之 - 地政学者 東京女子高等師範学校教授

石井清彦 - 地質学者

植田捷雄 - 東洋外交史学者 東亜同文書院教授

内田寛一 - 歴史地理学者 東京文理科大学（現・筑波大学）助教授

上田良武 - 海軍中将

江澤譲爾 - 経済地理学者 東京商科大学（現・一橋大学）予科教授

川原篤 - 国際政治学者 早稲田大学教授

川原次吉郎 - 政治学者 中央大学教授

神川彦松 - 国際政治学者 東京帝国大学教授

木下亀城 - 鉱床学者 九州帝国大学教授

黒正巌 - 経済学者 京都帝国大学教授

佐藤弘 - 経済地理学者 東京商科大学教授

田中薫 - 経済地理学者

田中啓爾 - 人文地理学者 東京文理科大学教授

田中直吉 - 国際政治学者 立命館大学教授 法政大学教授

高橋純一 - 地質学者 東北帝国大学教授・理学部長

辻村太郎 - 地形学者 東京帝国大学教授

鳥山喜一 - 歴史学者 京城帝国大学教授

英修道 - 国際政治学者 慶應義塾大学教授

松下正寿 - 国際政治学者 立教大学教授

守屋美智雄 - 地理歴史研究会会長

渡辺武男 - 鉱床学者 東京帝国大学教授 北海道帝国大学教授

### 参与
有高巌 - 東洋史学者 東京文理科大学教授

帷子二郎 - 地理学者 奈良女子高等師範学校（現・奈良女子大学）教授

金生喜造 - 地政学者 福岡日日新聞主筆

国松久弥 - 経済地理学者

幸田清喜 - 地理学者 第四高等学校教授

下村彦一 - 地理学者 広島高等師範学校（現・広島大学）教授

武見芳二 - 人文地理学者

多田文男 - 地形学者 東京帝国大学助教授

内藤智秀 - 西洋史学者 東京女子高等師範学校教授 慶應義塾大学教授 國學院大學教授

花井重次 - 地理学者 東京文理科大学教授

綿貫勇彦 - 集落地理学者 法政大学教授 駒澤大学教授

## 関連論文
- 高木彰彦「雑誌『地政学』にみる日本の地政学の特徴」『史淵』第146巻（九州大学大学院人文科学研究院、2009年）